# Krasneanka, Tîvriv
Krasneanka (în ucraineană Краснянка) este localitatea de reședință a comunei Krasneanka din raionul Tîvriv, regiunea Vinnița, Ucraina.

## Demografie
Componența lingvistică a localității Krasneanka
     Ucraineană (96,38%)
     Rusă (3,62%)
Conform recensământului din 2001, majoritatea populației localității Krasneanka era vorbitoare de ucraineană (96,38%), existând în minoritate și vorbitori de rusă (3,62%).